# Брандс, Эжен
Эже́н Брандс (нидерл. Eugène Brands; 15 января 1913, Амстердам — 15 января 2002, Амстердам, Нидерланды), голландский художник-экспрессионист, участник движения КОБРА.
Создавал работы, впечатляясь творчеством примитивных народов, древними ритуалами, детскими рисунками.

## Биография
С 1921 по 1934 обучался в Амстердаме в Институте искусств рекламного дизайна (англ.) (Академии Геррита Ритвелда). После нескольких месяцев работы в качестве дизайнера в различных рекламных агентствах, он выбирает свободные занятия живописью. Таким образом, он — самоучка . 
Первоначально он пишет реалистические портреты, пейзажи и натюрморты. 
Вскоре, под влиянием выставок и публикаций сюрреалистов,
начинает разрабатывать собственный метод парадоксального соединения в единый сплав рисунков, фотомонтажей и скульптур.
К 1938 он уже овладевает техникой коллажа, сплетая образы города, природы, космоса .
В ноябре 1949 года, в Stedelijk Museum в Амстердаме Брандс единственный раз участвует в выставке объединения КОБРА [куратор Виллем Сандберг (англ.)). На выставке параллельно участвовали поэты-экспериментаторы, фоном звучали африканские барабаны.
С этого времени Эжен Брандс решает ограничиться лишь сольными выступлениями .
В 1950-е годы Брандс увлечён детскими рисунками (что было в русле движения группы КОБРА, но в его случае, основывалось на совместных играх и рисованием с маленькой дочкой Евгенией.
В 1993-м художник решает прекратить живопись маслом на холсте. С этого времени использует только излюбленную технику гуаши по бумаге, что даёт Брандсу бесконечную свободу.
В 1999 году 86-летний художник приобретает студию в Провансе, на юге Франции, но не успевает насладиться новой обстановкой.
Для Брандса двумя главными источниками творчества были: вечное движение и необъятность космоса. 
Он всегда оставался верен своей интуиции. Шел своим путём, не ища выгод, не зная заранее о пункте назначения .

Я не стремлюсь что-то получить, я просто жду, когда нечто произойдёт вне меня. Само.
Хотя, конечный результат принадлежит мне. Я всегда говорил, мои гуаши возникают сами, я их просто принимаю. И в голове звучит лишь один вопрос, — что мне сейчас делать?Оригинальный текст (нид.)Ik ga van het idee uit dat ik niet maak maar ontvang. Ik laat het voor een deel buiten mij om gebeuren. Toch is het eindresultaat van mij. Ik zeg altijd: mijn gouaches ontstaan, de schilderijen maak ik, want dan ben ik met mijn kop bezig, dan vraag ik me voortdurend af wat ik nu eigenlijk doe.— Эжен Брандс 

## Важнейшие выставки
- 2014 : Arti Legi, «Mysterie van de Kosmos», Гауда [6]
- 2010 : «Masquerade: Cobra Playfulness and the Mask» Музей КОБРА (нид.), Амстелвен
- 2009 : Eugène Brands; Wolfgang Flad (German, 1974); D.J. Simpson (British, 1966); Jens Wolf (German, 1967), Амстердам
- 2008 : «Scribblers, Daubers and Cheaters» CoBrA 60, Музей КОБРА (нид.), Амстелвен
- 2001 : Музей современного искусства КОБРА (нид.), Амстелвен
- 1988 : Городской музей Схидам (нид.),
- 1969 : Stedelijk Museum, Амстердам